# فلگشیپ استودیوز
فلگشیپ استودیوز (انگلیسی: Flagship Studios) شرکت بازی ویدئویی آمریکایی است، که در سال ۲۰۰۳ تأسیس شد.